# La Grée-Saint-Laurent
 La Grée-Saint-Laurent  (en bretón Ar C'hrav-Sant-Laorañs) es una población y comuna francesa, situada en la región de Bretaña, departamento de Morbihan, en el distrito de Pontivy y cantón de Josselin.

## Demografía
| 304 | 321 | 308 | 299 | 279 | 271 |
| Para los censos de 1962 a 1999 la población legal corresponde a la población sin duplicidades (Fuente: INSEE [Consultar]) |     |     |     |     |     |